# Maria Papadopoulou
Maria Papadopoulou (griechisch Μαρία Παπαδοπούλου, * 8. September 1980 in Limassol) ist eine ehemalige zyprische Schwimmerin, die sich auf die Disziplin 100 m Schmetterling spezialisiert hat. Papadopoulou ist zweifache nationale Rekordhalterin für Zypern in den Disziplinen über 100 m Schmetterling und mit der 4 × 100-m-Lagenstaffel der Frauen.

## Karriere

### Olympische Sommerspiele
Papadopoulou nahm mit der zyprischen Olympiamannschaft an den Olympischen Sommerspielen 2000 in Sydney teil. Den olympischen Wettkampf über 100 m Schmetterling absolvierte sie am 16. September 2000 in der dritten Qualifikationsgruppe. Sie erreichte das Ziel nach einer Zeit von 1:01,64 min im Sydney Olympic Park Aquatic Centre und dem 1. Platz in dieser Gruppe. Trotz diese Erfolges konnte sie sich nicht für die beiden Halbfinalwettbewerbe qualifizieren und schied in der Gesamtwertung mit dem 32. Platz von 50 gestarteten Schwimmerinnen vorzeitig aus.
Eine weitere Teilnahme mit der zyprischen Olympiadelegation waren die Olympischen Sommerspiele 2004 in Athen. Maria Papadopoulou absolvierte den olympischen Wettkampf über 100 m Schmetterling am 14. August 2004 in der zweiten Qualifikationsgruppe. Sie erreichte das Ziel nach einer Zeit von 1:02,01 min im Olympic Aquatic Centre des Athens Olympic Sports Complex und dem 5. Platz in dieser Gruppe. Mit dieser Zeit konnte sie sich nicht für die beiden Halbfinalwettbewerbe qualifizieren und schied in der Gesamtwertung mit dem 29. Platz von 38 gestarteten Schwimmerinnen aus.

### Weltmeisterschaften
Papadopoulou nahm an den 8. Kurzbahnweltmeisterschaften 2006 in Shanghai am 6. April 2006 über 50 Schmetterling mit einer Zeit von 28,48 s und am 8. April 2006 über 100 m Schmetterling mit einer Zeit von 1:03,73 min teil. Mit diesen Resultaten konnte sie keine Medaille gewinnen.

### Europameisterschaften
Ihre erste Teilnahme an Europameisterschaften war bei den Kurzbahneuropameisterschaften 2000 in Valencia. Papadopoulou startete am 14. Dezember 2000 im Wettkampf über 200 m Schmetterling, am 15. Dezember 2000 über 50 m Schmetterling und am 16. Dezember 2000 über 100 m Schmetterling. Über 200 m Schmetterling konnte sie den Wettkampf nicht beenden und über 50 m Schmetterling schied sie in der Vorrundenqualifikation mit einer Zeit von 28,61 s auf dem 13. Platz aus. Über 100 m Schmetterling erreichte sie das Halbfinale schied jedoch mit einer zeit von 1:01,22 min vorzeitig auf dem neunten Platz aus. Im Jahr 2003 nahm sie zum zweiten Mal an den Kurzbahneuropameisterschaften in Dublin über 100 m Schmetterling teil. Sie erreichte den in der Vorrundenqualifikationsgruppe eine Zeit von 59,97 s und schied aus dem Wettkampf aus.
An den 27. Schwimmeuropameisterschaften 2004 in Madrid nahm Papadopoulou am 10. Mai 2004 am Wettkampf über 50 m Schmetterling beziehungsweise am 13. Mai 2004 über 100 m Schmetterling und konnte keinen Podestplatz erzielen.
Bei ihrer dritten Teilnahme an den Kurzbahneuropameisterschaften am 12. Dezember 2008 in Rijeka schied sie im Vorrundenwettbewerb über 50 m Schmetterling mit einer Zeit von 28,34 s aus.

### Commonwealth Games
Maria Papadopoulou war Teilnehmerin für Zypern an den Commonwealth Games in Manchester mit den drei Wettkämpfen über 50 m Schmetterling am 30. Juli 2002, über 100 m Schmetterling am 1. August 2002 und in der 4 × 100-m-Lagenstaffel der Frauen am 4. August 2002. Ihre zweite Teilnahme an den Commonwealth Games war im Jahr 2006 in Melbourne. Sie startete in den Wettbewerben über 50 m Schmetterling am 16. März 2006 und über 100 m Schmetterling am 18. März 2006 ohne eine Medaille zu gewinnen.

### Mittelmeerspiele
Den größten Erfolg ihrer Karriere feierte sie mit dem Gewinn der Bronzemedaille bei den Mittelmeerspielen 2001 in Tunis im Wettbewerb über 100 m Schmetterling. Im Jahr 2005 nahm Papadopoulou zum zweiten Mal an den Mittelmeerspielen in Almería über 50 m Schmetterling am 25. Juni 2006 und über 100 m Schmetterling am 27. Juni 2005 ohne einen weiteren Erfolg teil.

## Persönliche Bestzeiten
Maria Papadopoulou stellte am 12. Dezember 2008 bei den Kurzbahneuropameisterschaften 2008 in Rijeka mit einer Zeit von 28,34 s ihre persönliche Bestzeit über 50 m Schmetterling in einem 25 m Wettkampfbecken auf. Für die gleiche Distanz von 50 m Schmetterling jedoch in einem 50 m Wettkampfbecken beträgt ihre Bestzeit 28,19 s. Diese Zeit wurde am 30. Juli 2002 bei den Commonwealth Games in Manchester aufgestellt.
Über 100 m Schmetterling wurde für sie im 25 m Wettkampfbecken eine Bestzeit von 59,97 s am 13. Dezember 2003 bei den Kurzbahneuropameisterschaften 2003 in Dublin aufgezeichnet was gleichzeitig den nationalen Rekord für Zypern darstellt. Im 50 m Wettkampfbecken in der gleichen Disziplin wurde eine Bestzeit von 1:01,64 min bei den Olympischen Sommerspielen 2000 in Sydney für Papadopoulou aufgezeichnet. Ein weiterer nationaler Rekord für Zypern wurde mit ihrer Beteiligung in der 4 × 100-m-Lagenstaffel am 2. Juni 2011 bei den Spielen der kleinen Staaten von Europa in Liechtenstein mit einer Gesamtzeit von 4:18,94 min aufgestellt.

### Nationaler Rekord
- 100 m Schmetterling: 59,97 s, 13. Dezember 2003 in Dublin [2]
- 4 × 100 m Lagenstaffel: 4:18,94 min, 2. Juni 2011 in Liechtenstein [2]